# Oradis selva
Oradis selva är en stekelart som beskrevs av Christer Hansson 2002. Oradis selva ingår i släktet Oradis och familjen finglanssteklar.
Artens utbredningsområde är Costa Rica. Inga underarter finns listade i Catalogue of Life.